# Estella Oriental
Estella Oriental (en basc, Lizarrerria Ekialdekoa) és una comarca de Navarra dins la merindad d'Estella, a la zona lingüística limítrofe entre castellà i basc. Limita al nord amb les comarques de Sakana i Cuenca de Pamplona, a l'est amb la comarca de Tafalla i la d'Izarbeibarra, al sud la d'Estella Occidental i Ribera del Alto Ebro, i a l'oest amb la Quadrilla de Mendialdea (Àlaba).
Està formada pels municipis d'Estella, Jaitz, Goñi, Los Arcos, Villatuerta, Zirauki, Abartzuza, Allín, Aberin, Aiegi, Metauten, Morentin, Lana, Deierri, Iguzkitza, Oteiza, Deikaztelu, Gesalatz, Villamayor de Monjardín, Allo, Arroitz, Metauten, Mendaza, Arellano, Olexoa, Lezaun, Lukin, Etaio, Nazar, Zúñiga, Oko, Abaigar, Sorlada, Piedramillera, Legaria, Murieta, Aranaratxe, Larraona, Eulate i Ameskoabarren.